# Беззмінний посів озимого жита
Беззмі́нний посі́в ози́мого жи́та — безперервне наукове дослідження із щорічного посіву на полі однієї й тієї ж сільськогосподарської культури без сівозміни. Дослід триває із 1884 року на Дослідному полі у Полтаві (Україна). За тривалістю проведення полтавське беззмінне жито входить до п'ятірки подібних світових дослідів і займає друге місце серед дослідів по житу після Галлії в Німеччині. Понад 130 років тут не застосовуються агрохімікати.
Мета беззмінного посіву — визначення впливу тривалої дії антропогенних чинників на природну родючість ґрунту, його агрохімічні та агрофізичні властивості, спроможність озимого жита до монокультури. Дослід не втратив своєї актуальності й нині та розглядається з агрономічного, екологічного та економічного поглядів.
У 2004 року планували включити довгострокові польові досліди «Беззмінне озиме жито» до реєстру наукових об'єктів, що становлять національне надбання України та створити інформаційну базу даних.
У 2020 році стало відомо, що половину земель найстарішої в Україні Полтавської державної сільськогосподарської науково-дослідної станції, зокрема й ділянку із беззмінними посівами жита, згідно з оновленим генеральним планом Полтави, планують передати під котеджну забудову.

## Історія та значення досліду
28 жовтня (10 листопада) 1884 року на основі уставу Дослідного поля, затвердженого Полтавським сільськогосподарським товариством 15 (27) липня 1884 року, було обрано першу раду Дослідного поля. На початку травня 1885 року перший його директор, Борис Петрович Черепахін, виніс на розгляд Полтавського сільськогосподарського товариства проєкт дослідів з озимими хлібами на 1885—1886 роки. Досліди з озиминою були розпочаті в 1885 році. Тоді ж уперше був зроблений унікальний беззмінний посів озимого жита, який без перерви продовжується досі
Пізніше Б. П. Черепахін після консультацій із А. Є. Зайкевичем, І. О. Стебутом, О. О. Ізмаїльським, В. В. Докучаєвим та П. А. Костичевим склав першу програму робіт на 1886—1894 роки. Основним методом досліджень був обраний саме польовий метод, у результаті якого дані отримують у природних умовах «…з гарантією для них наукової точності». У епіграфі до свого першого звіту Б. П. Черепахін зазначав: «… Слова та ілюзії проходять, а факти залишаються».
Рослини сільськогосподарських культур по-різному реагують на беззмінні посіви. Їхній урожай за тривалого вирощування на одному місці зазвичай буває нижчим, ніж у сівозміні. Питання про можливість вирощування на одному місці одних і тих же сільськогосподарських культур цікавить науку і практику здавна. Вивченням беззмінних культур вперше зайнялися в Ротамстеді (Англія), де в 1843 році були закладені подібні досліди з беззмінною озимою пшеницею.
Повністю запобігти зниженню врожайності за беззмінних посівів культур неможливо, хоча можна усунути багато причин ґрунтовтоми. Рослини, які вирощують беззмінно, акумулюють значно більше інгібіторів росту, ніж у сівозміні. Усе це вказує на важливість проведення широких досліджень щодо впливу різних сільськогосподарських культур і їх чергування в сівозміні на родючість ґрунту.
Унікальний дослід беззмінного жита, що ведеться з 1884 року, актуальний і в наш час. У зв'язку з дорожнечею паливно — мастильних матеріалів, розміщення сільськогосподарських культур на одному й тому ж полі протягом певного періоду часу, особливо біля тваринницьких ферм, дасть змогу більш економно витрачати їх під час транспортування продукції.

## Умови досліду
Дослідження проводяться на дослідному полі, розташованому в межах міста Полтави 49°36' північної широти та 34°33' східної довготи, на темно-сірому опідзоленому ґрунті. Загальна площа під дослідом становить 0,35 га, а облікова — 0,25 га. Від початку досліду агротехніка вирощування жита не змінювалася, еволюціонували лише знаряддя для виконання технологічних операцій. Кожного року після збирання врожаю ґрунт розпушується дисковими боронами, через 7-10 днів проводиться оранка плугом на 22-25 см з одночасним прикочуванням. З появою сходів бур'янів їх знищують культивацією з боронуванням. Добрива, хімічні засоби боротьби зі шкідниками, хворобами і бур'янами не застосовують.

## Деякі результати досліджень
Програмою досліджень не передбачалася боротьба з бур'янами, тому засміченість в окремі роки була дуже високою і кількість їх інколи перевищувала число рослин жита. Наприклад, у 1986 році на 1 м² було 456 бур'янів, з них волошки — 83 шт., мишачого горошку — 54 шт. Із 1973 року на ділянці вручну видаляються крупностебельні бур'яни — осоти, гірчиця польова. Завдяки цьому урожайність дещо підвищилася. Але й зараз в посіві озимого жита, як у природному «гербарії», створився свій специфічний фітоценоз, що включає сокирки польові, рутку дрібнодзьобу, рутку Шляйхера, піщанку уральську, смілку широколисту, стелюшок червоний, моховинку лежачу, лободу-бешишник, кудрявець звичайний, сухоребрик Льозеля, талабан польовий, фалопію березкову, спориш звичайний, фіялку польову, горошок бульбистий, вику брудну, підмаренник чіпкий, горобейник лікарський, незабудку польову, глуху кропиву стеблообгортну, берізку польову, волошку синю, осот рожевий, триреберник непахучий.
Незважаючи на те, що нові сорти мають більшу потенційну продуктивність, через посів у збіднений на поживні елементи ґрунт, вони за урожайністю зерна не перевищують старі. Середній за 120 років урожай зерна озимого жита склав 12,2 ц/га, соломи — 28,9 ц/га. Найвищий урожай зерна (у 1887 році) становив 23,8 ц/га. Перші 10-15 років по мірі збіднення ґрунту, інтенсивність зменшення урожаю зерна сягала 4-5 ц/га, потім встановилася біологічна рівновага між рослинами і ґрунтом і врожаї були близькими до середнього багаторічного показника.
Ґрунт — темно-сірий опідзолений, важкосуглинковий. Темпи дегуміфікації ґрунту в досліді з беззмінним житом інтенсивно проходили в перші 10 років, а потім вміст гумусу стабілізувався і знаходиться в ґрунті практично на одному рівні, хоча дещо і варіював по роках. Так, якщо в 1888 році його вміст становив 2,83 %, у 1900 р. — 2,63 %, 1945 р. — 2,30 %, 1957 р. — 2,44 %, 1982 р. — 2,26 %, 1991 р. — 2,54 % і 2001 р. — 2,47 %. Тобто втрати гумусу за 113 років (1888—2001 рр.) становили 0,36 % в абсолютній величині, або у відносній — 13 %. Під дією антропогенних чинників (вирощування беззмінного жита) змінювався не тільки кількісний, а й якісний склад гумусу. Співвідношення між гуміновими і фульвокислотами змінилося за рахунок зменшення фульвокислот.
За умов правильного і ретельного обробітку темно-сірого опідзоленого ґрунту, він тривалий час зберігає високу родючість, а озиме жито витримує багаторічний посів на одному місці без істотного зменшення врожаю. Продуктивність озимого жита має часткову залежність і від кліматичних умов, зокрема від кількості та часу випадання опадів не тільки протягом вегетаційного періоду жита, а й усього року. Із збільшенням кількості опадів до певної межі покращується доступність поживних речовин для рослин, і, як наслідок, підвищується урожайність зерна озимого жита. Також при цьому частина водорозчинних інгібуючих речовин вимивається за межі орного шару ґрунту, і їх токсичність на рослини зменшується. У той же час за умов інтенсивних опадів дещо знижується продуктивність озимого жита, оскільки разом із фізіологічно — активними продуктами метаболізму в нижні шари ґрунту вимиваються і елементи мінерального живлення.